# 編裝

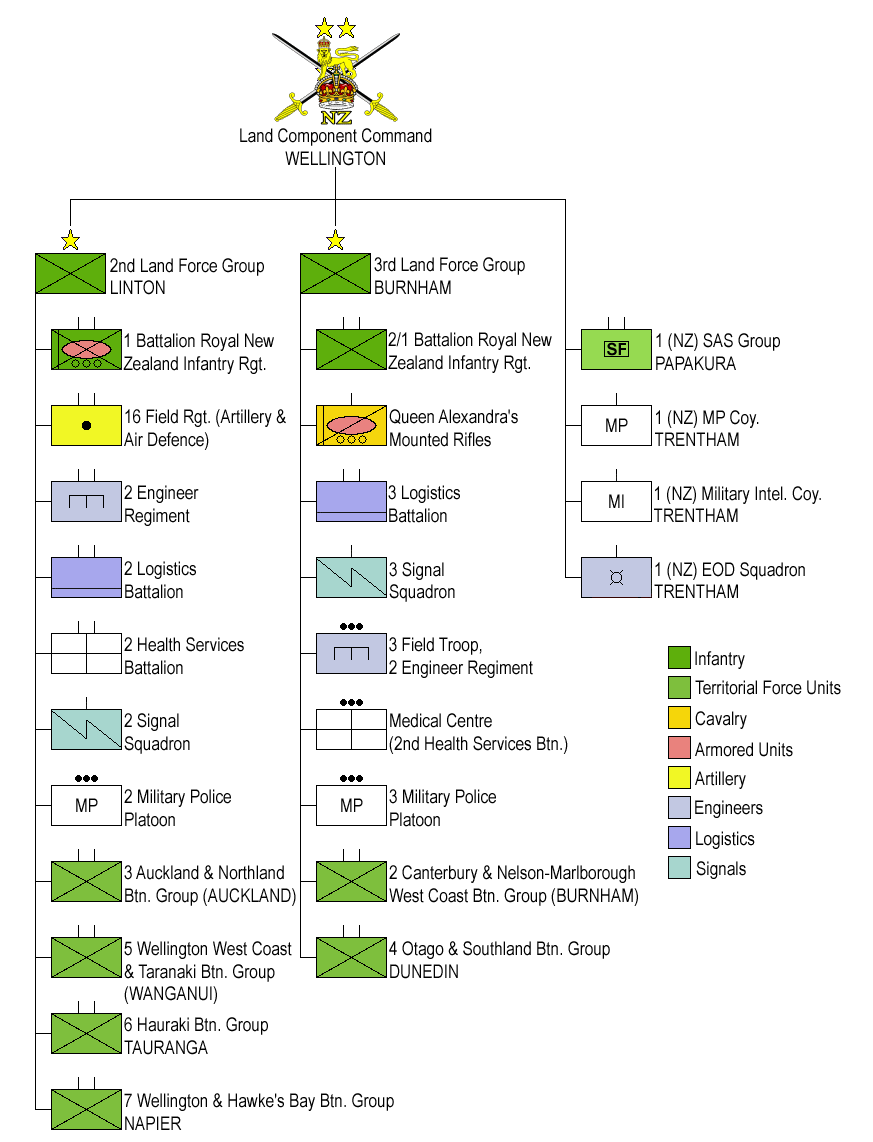
紐西蘭陸軍的編裝表，2007年。

編裝，為軍事術語，即編制與裝備的縮略語。係指將軍事組織的編成與任務分配，以系統性的方法歸納，以釐清從屬或權責關係，日本稱為編制。

## 延伸
- 編裝表：對應美軍為Table of Organization and Equipment（TOE或TO&E），是一份經評估研究後編製出的列表，通常內有一份軍事組織的上下級單位詳細列表，各級單位的分工職掌，相對負責人的階級區分，有時連火力分布等也會列出。

編裝表可隨著任務變化而修改，因為制定編裝表的目的，是使同一軍內任務性質相類似的單位，可以有共通的標準來組織部隊。
- 編裝官：中華民國國軍有編裝官一職。

- 編裝系統：專門為了編製編裝表而設計出的系統，以加快編製編裝表的速度。

- 三三制：一个上级管辖三个下级单位。三个班组成一个排，三个排组成一个连，三个连组成一个营等等。